# Itonia multilinea
Itonia multilinea är en fjärilsart som beskrevs av Walker 1858. Itonia multilinea ingår i släktet Itonia och familjen nattflyn. Inga underarter finns listade i Catalogue of Life.